# James Callaghan
Leonard James Callaghan, baron Callaghan z Cardiffu, KG, PC (27. března 1912 Portsmouth – 26. března 2005 Ringmer) byl britský politik, v letech 1976–1979 zastával úřad předsedy vlády.

## Mládí
Narodil se jako syn námořního důstojníka irského původu, otec však brzy zemřel. Nemohl si dovolit studium na vysoké škole, připravoval se proto na zkoušky pro státní úředníky. V 17 letech se stal daňovým úředníkem a zapojil se do odborové činnosti. Od konce 30. let se věnoval činnosti v odborech na plný úvazek. Zde se také seznámil se členy Labouristické strany. Za druhé světové války byl poručíkem Royal Navy.

## Veřejná činnost
V roce 1945 byl za Labouristickou stranu poprvé zvolen do Dolní sněmovny. Během 40. a 60. let vystřídal několik politických funkcí, v roce 1961 se stal stínovým ministrem financí. Po porážce konzervativců v roce 1964 vstoupil jako kancléř pokladu (ministr financí) poprvé do britské vlády. Od příchodu do úřadu se potýkal s vysokou nezaměstnaností, inflací, vysokým rozpočtovým schodkem a celkově nestabilní ekonomikou.
Za jeho úřadování byla jako jedno z opatření v roce 1967 devalvována britská libra. Callaghan vzápětí poté podal demisi na úřad ministra financí. Byla také zavedena desítková soustava (1 libra = 100 pencí), která měla usnadnit mezinárodní obchod. Premiér Harold Wilson Callaghana přesvědčil, aby z vlády neodcházel a ten se ujal vedení ministerstva vnitra. Jeho činnost v novém úřadě byla poznamenána konfliktem v Severním Irsku. Polemiku vyvolal také jím prosazovaný Imigrační zákon (1968).
Po odchodu do opozice v roce 1970 se stal jedním z hlavních tvůrců myšlenky dohody mezi vládou a odbory. V roce 1974, kdy Labouristická strana opět zvítězila ve volbách a Callaghan se stal ministrem zahraničí. Jeho úkolem bylo vyjednat přijetí Spojeného království do Evropského společenství. Přistoupení bylo schváleno referendem v roce 1975. 16. března 1976 Harold Wilson překvapivě odstoupil a James Callaghan se stal 5. dubna 1976 jeho nástupcem.

### Předseda vlády
Callaghanova vláda se po celou dobu své existence potýkala s vnitřními problémy. Labouristé sice zvítězili ve volbách, ale neměli v Dolní sněmovně většinu. Proto museli sestavit koaliční vládu s liberály a severoirskými unionisty; koaliční vládnutí nebylo ve Spojeném království příliš obvyklé. Ke kompromisům jeho kabinetu patřila referenda o přenesení pravomocí na Skotsko a Wales. Na podzim 1978 proto vyhlásil předčasné volby, ve kterých doufal získat parlamentní většinu. Proti jeho plánu na tlumení růstu platů se však postavily odbory a ve vlně stávek během zimy 1978/1979 klesla i důvěra v dříve oblíbeného premiéra. Ten v předčasných volbách podlehl konzervativcům vedeným Margaret Thatcherovou a 4. května 1979 podal demisi.

### Po odchodu z vlády
V roce 1983 se stal seniorem Dolní sněmovny ve které působil do roku 1987. Poté byl povýšen do šlechtického stavu (tzv. life peer) a jako baron Callaghan z Cardiffu přešel do Sněmovny lordů.

## Rodina
Oženil se v roce 1938, s manželkou Audrey Elisabeth Moultonovou měli syna a dvě dcery. Jedna z nich Margaret, se stala baronkou Jay of Paddington a v letech 1998–2001 předsedala Sněmovně lordů.